# Earl Bamber

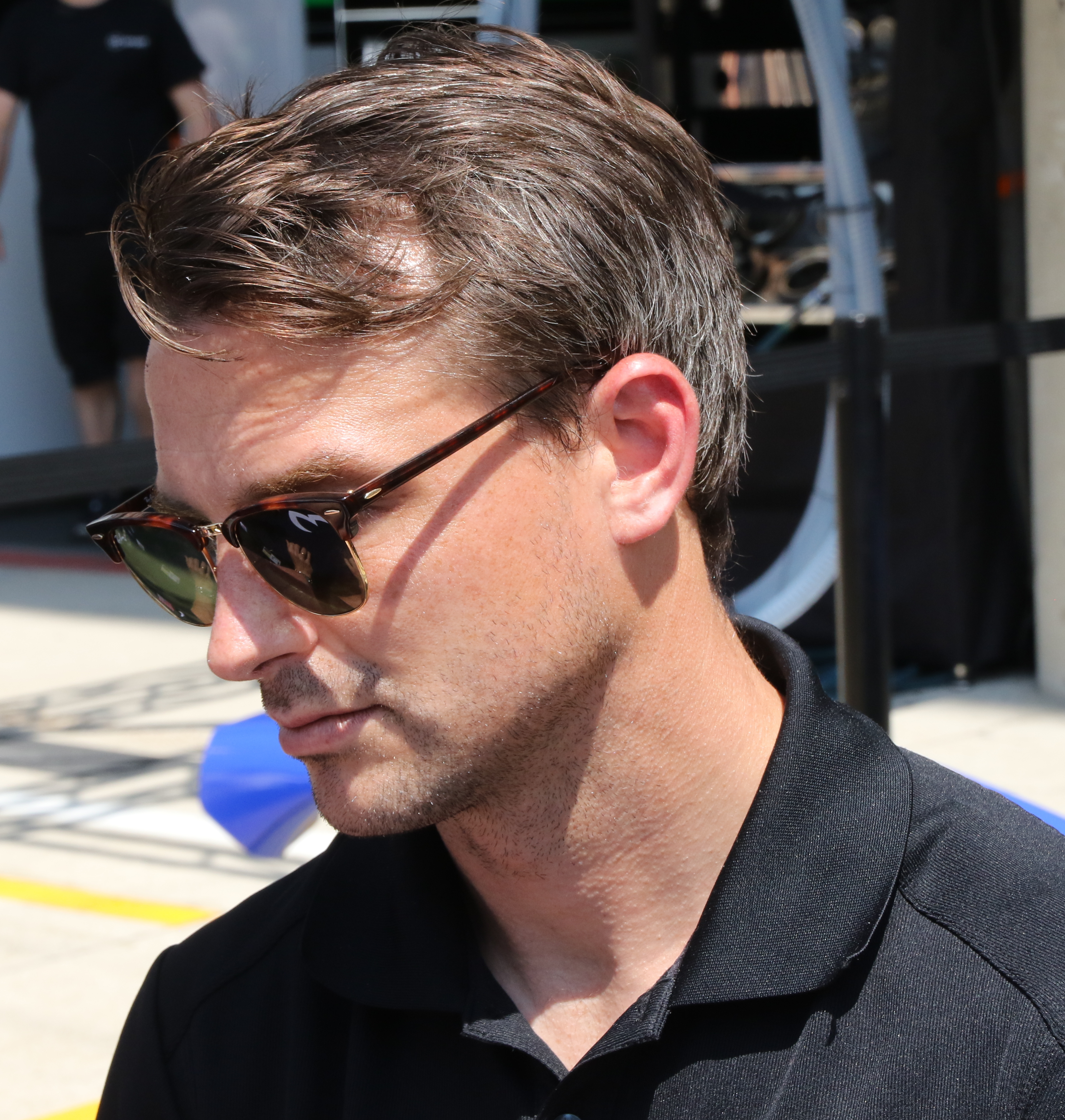
Earl Bamber 2023 in Le Mans

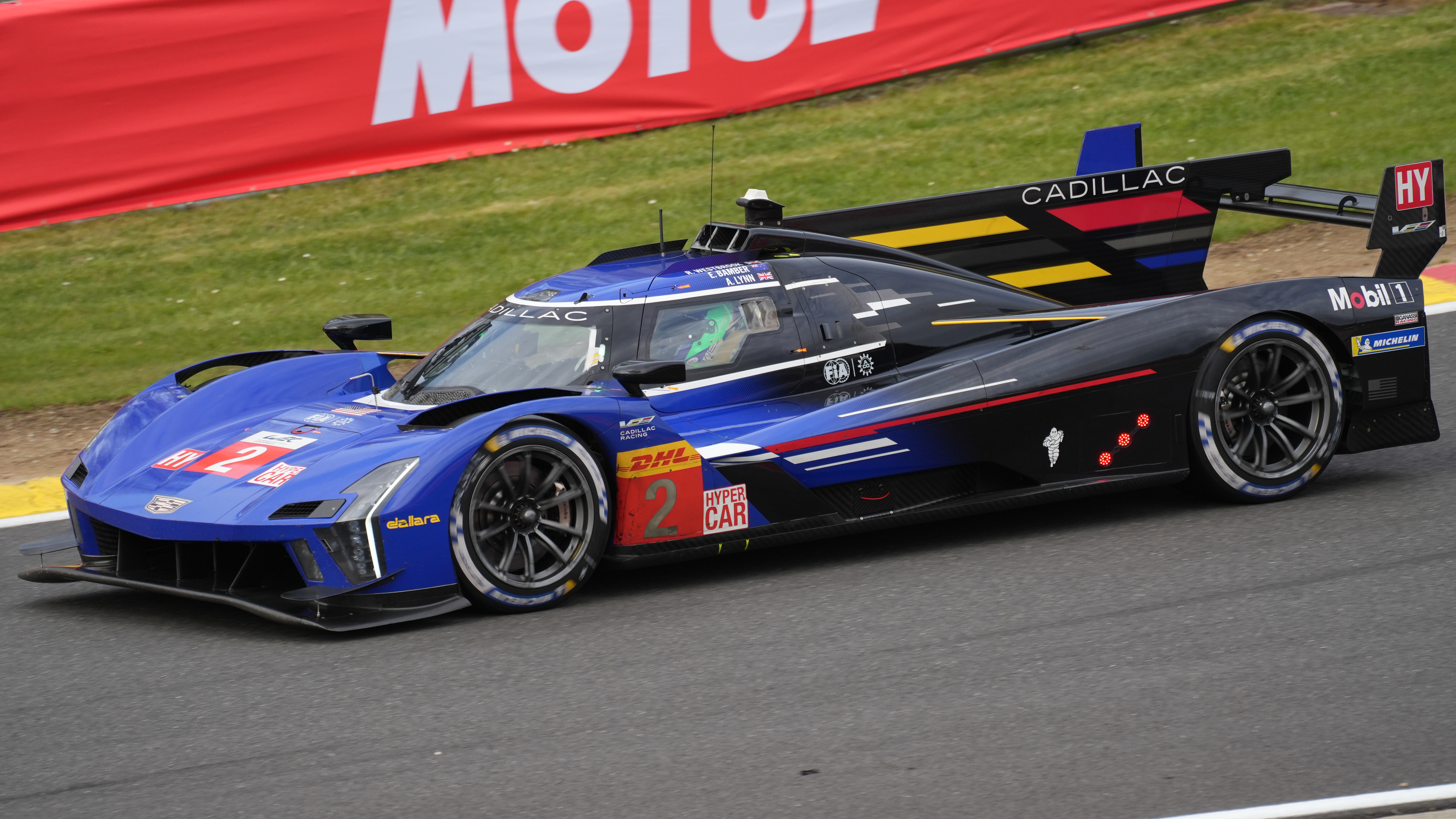
Der von Earl Bamber beim 6-Stunden-Rennen von Spa-Francorchamps 2023 gefahrene Cadillac V-Series.R

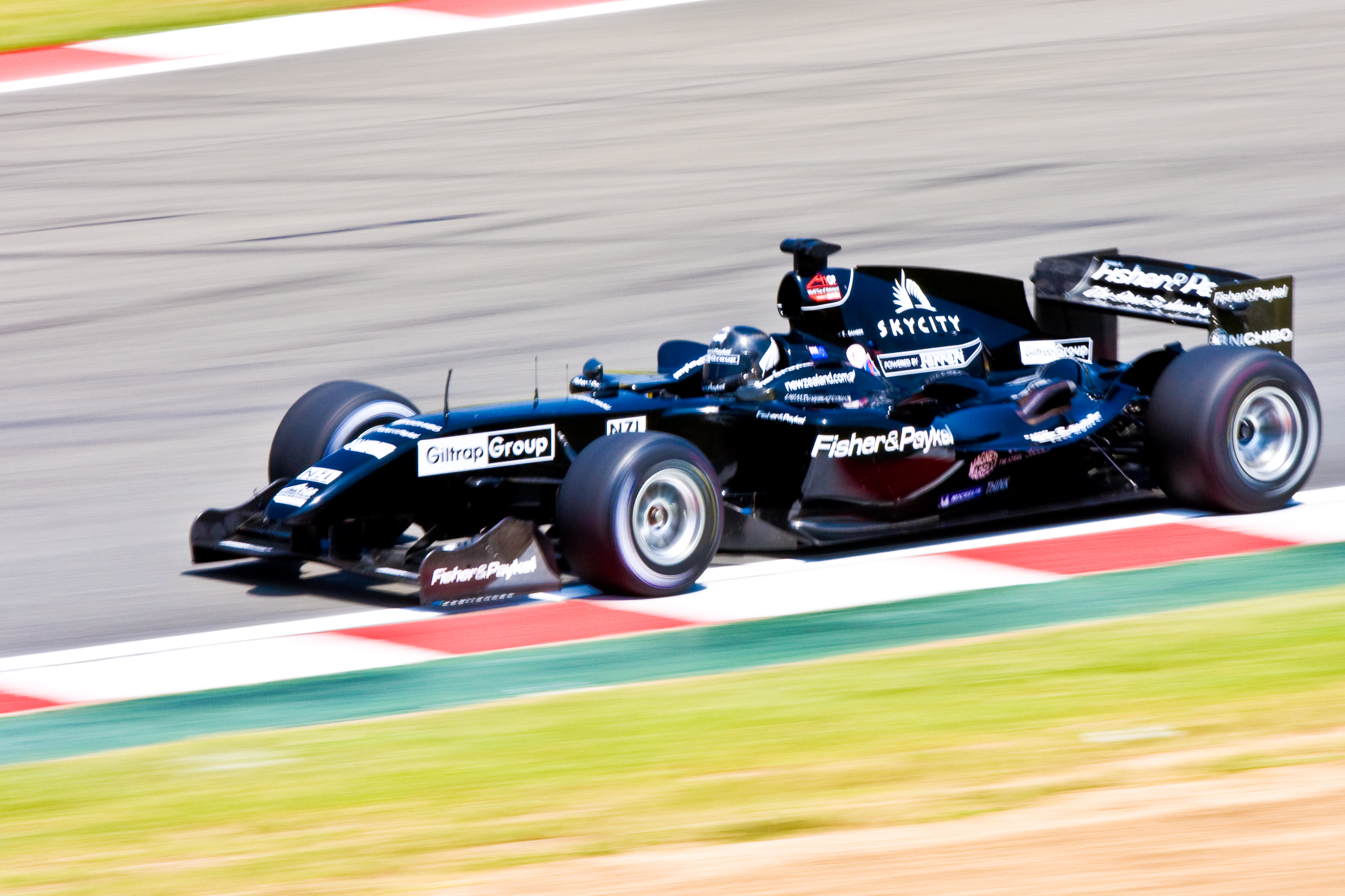
Earl Bamber beim A1 Grand Prix in Kyalami 2009

Earl Bamber (* 9. Juli 1990 in Wanganui, Neuseeland) ist ein neuseeländischer Automobilrennfahrer.

## Karriere
Nachdem Bamber 2004 zwei neuseeländische Kartsportmeistertitel gewonnen hatte, startete er 2005 in der neuseeländischen Formel Ford und wurde mit drei Siegen Vierter der Gesamtwertung. Im folgenden Jahr war Bamber für das malaysische Team Meritus in der Formel BMW Asia aktiv und sicherte sich mit zehn Siegen in 19 Rennen den Meistertitel 2006. 2007 nahm er für Meritus startend an der neuseeländischen Toyota Racing Series und der Formel Renault V6 Asia teil. In beiden Serien konnte er kein Rennen gewinnen.
2008 war Bamber erneut in der neuseeländischen Toyota Racing Series aktiv und belegte dort den zweiten Platz in der Meisterschaft. Außerdem wurde er Vizemeister der Formel Renault V6 Asia an. Aufmerksamkeit erregte Bamber, als er im September 2008 mit 18 Jahren in Imola an seinem ersten Rennwochenende der Internationalen Formel Master als Fahrer von ADM Motorsport das Sprintrennen gewann. Kurz darauf rückte Bamber erneut in den Blickpunkt, denn beim A1-Grand-Prix-Rennwochenende in Zandvoort stand er in beiden Rennen auf dem Podium. Daraufhin wurde Bamber von Qi-Meritus Mahara für die GP2-Asia-Serie-Saison 2008/2009 als Teamkollege des ehemaligen Formel-1-Fahrers Alex Yoong verpflichtet. Am ersten Rennwochenende in Shanghai hinterließ Bamber wieder einen guten Eindruck: Er holte in beiden Rennen Punkte und beim Sprintrennen gelang ihm mit Rang zwei seine erste Podiumsplatzierung. An den nächsten zwei Rennwochenenden holte Bamber keine weiteren Punkte und wurde danach durch Álvaro Parente ersetzt. In der Gesamtwertung wurde er 14. Nach seinem Engagement in der GP2-Asia-Serie bestritt Bamber weitere Rennen der A1GP.
2009 begann Bamber seine Saison in der internationalen Formel Master. Sein Engagement war allerdings bereits nach zwei Rennwochenenden beendet, da sich sein Team ADM Motorsport aus der Serie zurückgezogen hatte. Der Neuseeländer, der als Gastfahrer an einem weiteren Rennwochenende teilnahm, belegte in der Gesamtwertung den 18. Platz. Außerdem war er in der Euroseries 3000 und der neuseeländischen Toyota Series aktiv.
2010 startete Bamber die komplette Saison in der neuseeländischen Toyota Racing Series. Zwar war er mit sechs Siegen der Pilot mit den meisten Siegen in dieser Saison, den Meistertitel verlor er dennoch gegen Mitch Evans mit 915 zu 912 Punkten knapp und wurde wie 2008 Vizemeister. Außerdem nahm der Neuseeländer in der Saison 2010 an zwei Rennwochenenden der Superleague Formula teil. In Ordos vertrat er Álvaro Parente in dem von Atech Grand Prix und Reid Motorsport betreuten Team des FC Porto. Bamber wurde im ersten Rennen Dritter und entschied das „Super Final“, dessen Sieger 100.000 Euro erhielt, für sich. Beim anschließenden Rennwochenende in Peking, das nicht zur Meisterschaft zählte, wechselte er teamintern in das Auto der PSV Eindhoven. Nach Platz sechs im ersten Rennen wurde er im zweiten Rennen Zweiter hinter Parente. Da das Super Final aufgrund von heftigen Regenfällen nicht stattfinden konnte, wurde Bamber, der die meisten Punkte erzielt hatte, zum sogenannten „Weekend Winner“.
Im Jahr 2011 fuhr Earl Bamber die Toyota Racing Series, wo er in der Gesamtwertung den 15. Rang belegte sowie in der Superleague Formula, wo er Siebter wurde. 2013 gewann er den Porsche Carrera Cup Asia und bestritt erste Läufe im Porsche Supercup als Gastfahrer. Ein Jahr später wurde Bamber wieder Meister im Porsche Cup Asia und im Porsche Supercup, außerdem belegte er im Porsche Carrera Cup Deutschland den siebten Rang.
2015 und 2017 gewann er mit Porsche das 24-Stunden-Rennen von Le Mans.
Ab 2023 fuhr Bamber als Werksfahrer bei General Motors (Cadillac). Hierbei teilt er sich das Cockpit des Cadillac V-Series.R mit Alex Lynn und Richard Westbrook. Der größte Erfolg des Trios war der 3. Platz beim 24-Stunden-Rennen von Le Mans 2023.

## Statistik

### Karrierestationen
- 2004: Kartsport
- 2005: Neuseeländische Formel Ford (Platz 4)
- 2006: Asiatische Formel BMW (Meister)
- 2007: Neuseeländische Toyota Racing Series (Platz 7); Formel Renault V6 Asia (Platz 11)
- 2008: Neuseeländische Toyota Racing Series (Platz 2); Formel Renault V6 Asia (Platz 2)
- 2009: GP2-Asia-Serie (Platz 14); Internationale Formel Master (Platz 18)
- 2010: Neuseeländische Toyota Racing Series (Platz 2); Superleague Formula
- 2011: Neuseeländische Toyota Racing Series (Platz 15); Superleague Formula (Platz 7)
- 2013: Porsche Carrera Cup Asia (Platz 1); Porsche Supercup (Gastfahrer)
- 2014: Porsche Supercup (Platz 1); Porsche Carrera Cup Asia (Platz 1)
- 2015; 24h von Le Mans Gesamtsieg & Klassensieg LMP1 Porsche 919 Hybrid
- 2017; 24h von Le Mans Gesamtsieg & Klassensieg LMP1 Porsche 919 Hybrid

### Le-Mans-Ergebnisse
| Jahr | Team                             | Fahrzeug            | Teamkollege         | Teamkollege        | Platzierung | Ausfallgrund |
| ---- | -------------------------------- | ------------------- | ------------------- | ------------------ | ----------- | ------------ |
| 2015 | Porsche Team                     | Porsche 919 Hybrid  | Nico Hülkenberg     | Nick Tandy         | Gesamtsieg  |              |
| 2016 | Porsche Motorsport North America | Porsche 911 RSR     | Frédéric Makowiecki | Jörg Bergmeister   | Ausfall     | Aufhängung   |
| 2017 | Porsche LMP Team                 | Porsche 919 Hybrid  | Timo Bernhard       | Brendon Hartley    | Gesamtsieg  |              |
| 2018 | Porsche GT Team                  | Porsche 991 RSR GTE | Patrick Pilet       | Nick Tandy         | Rang 27     |              |
| 2019 | Porsche GT Team                  | Porsche 991 RSR GTE | Patrick Pilet       | Nick Tandy         | Rang 22     |              |
| 2021 | WeatherTech Racing               | Porsche 911 RSR-19  | Cooper MacNeil      | Laurens Vanthoor   | Ausfall     | Unfall       |
| 2023 | Cadillac Racing                  | Cadillac V-Series.R | Alex Lynn           | Richard Westbrook  | Rang 3      |              |
| 2024 | Cadillac Racing                  | Cadillac V-Series.R | Alex Lynn           | Alex Palou         | Rang 7      |              |
| 2025 | Cadillac Hertz Team Jota         | Cadillac V-Series.R | Jenson Button       | Sébastien Bourdais | Rang 7      |              |

### Sebring-Ergebnisse
| Jahr | Team                        | Fahrzeug                     | Teamkollege         | Teamkollege         | Teamkollege   | Platzierung             | Ausfallgrund |
| ---- | --------------------------- | ---------------------------- | ------------------- | ------------------- | ------------- | ----------------------- | ------------ |
| 2014 | Mühlner Motorsports America | Porsche 911 GT America       | Kyle Gimple         | Ruggero Melgrati    |               | Ausfall                 | Unfall       |
| 2015 | Porsche North America       | Porsche 911 RSR              | Nick Tandy          | Patrick Pilet       | Richard Lietz | Rang 14                 |              |
| 2016 | Porsche North America       | Porsche 911 RSR              | Michael Christensen | Frédéric Makowiecki |               | Rang 12                 |              |
| 2018 | Porsche GT Team             | Porsche 911 RSR              | Laurens Vanthoor    | Gianmaria Bruni     |               | Rang 12                 |              |
| 2019 | Porsche GT Team             | Porsche 911 RSR              | Laurens Vanthoor    | Mathieu Jaminet     |               | Rang 14                 |              |
| 2020 | Porsche GT Team             | Porsche 911 RSR-19           | Nick Tandy          | Frédéric Makowiecki |               | Rang 12 und Klassensieg |              |
| 2021 | Team Hardpoints EBM         | Porsche 911 GT3 R            | Trenton Estep       | Rob Ferriol         |               | Rang 26                 |              |
| 2022 | Cadillac Racing             | Cadillac DPi V.R             | Neel Jani           | Alex Lynn           |               | Gesamtsieg              |              |
| 2024 | Corvette Racing             | Chevrolet Corvette Z06 GT3.R | Nicky Catsburg      | Tommy Milner        |               | Rang 44                 |              |
| 2025 | Cadillac Whelen             | Cadillac V-Series.R          | Jack Aitken         | Frederik Vesti      |               | Rang 4                  |              |

### Einzelergebnisse in der FIA-Langstrecken-Weltmeisterschaft
| Saison  | Team                      | Rennwagen                          | 1   | 2   | 3   | 4   | 5   | 6   | 7   | 8   | 9   |
| ------- | ------------------------- | ---------------------------------- | --- | --- | --- | --- | --- | --- | --- | --- | --- |
| 2015    | Porsche Proton Competiton | Porsche 919 Hybrid Porsche 911 RSR | SIL | SPA | LEM | NÜR | AUS | FUJ | SHA | BAH |     |
| 2015    | Porsche Proton Competiton | Porsche 919 Hybrid Porsche 911 RSR |     | 6   | 1   | 28  | 22  | 27  |     |     |     |
| 2016    | Porsche North America     | Porsche 911 RSR                    | SIL | SPA | LEM | NÜR | MEX | AUS | FUJ | SHA | BAH |
| 2016    | Porsche North America     | Porsche 911 RSR                    | DNF |     |     |     |     |     |     |     |     |
| 2017    | Porsche                   | Porsche 919 Hybrid                 | SIL | SPA | LEM | NÜR | MEX | AUS | FUJ | SHA | BAH |
| 2017    | Porsche                   | Porsche 919 Hybrid                 | 2   | 3   | 1   | 1   | 1   | 1   | 4   | 2   | 2   |
| 2018/19 | Porsche                   | Porsche 991 GTE                    | SPA | LEM | SIL | FUJ | SHA | SEB | SPA | LEM |     |
| 2018/19 | Porsche                   | Porsche 991 GTE                    |     | 27  |     |     |     |     |     | 22  |     |
| 2021    | WeatherTech Racing        | Porsche 911 RSR                    | SPA | POR | MON | LEM | BAH | BAH |     |     |     |
| 2021    | WeatherTech Racing        | Porsche 911 RSR                    | DNF |     |     |     |     |     |     |     |     |
| 2023    | Cadillac Racing           | Cadillac V-Series.R                | SEB | POR | SPA | LEM | MON | FUJ | BAH |     |     |
| 2023    | Cadillac Racing           | Cadillac V-Series.R                | 4   | 4   | 5   | 3   | 10  | 10  | 11  |     |     |
| 2024    | Cadillac Racing           | Cadillac V-Series.R                | KAT | IMO | SPA | LEM | SAO | AUS | FUJ | BAH |     |
| 2024    | Cadillac Racing           | Cadillac V-Series.R                | DNF | 10  | DNF | 7   | 13  | 4   | DNF | 6   |     |
| 2025    | Cadillac Jota             | Cadillac V-Series.R                | KAT | IMO | SPA | LEM | SAO | AUS | FUJ | BAH |     |
| 2025    | Cadillac Jota             | Cadillac V-Series.R                | 16  | 16  | 6   | 7   | 2   |     |     |     |     |